# Jacob Sisters

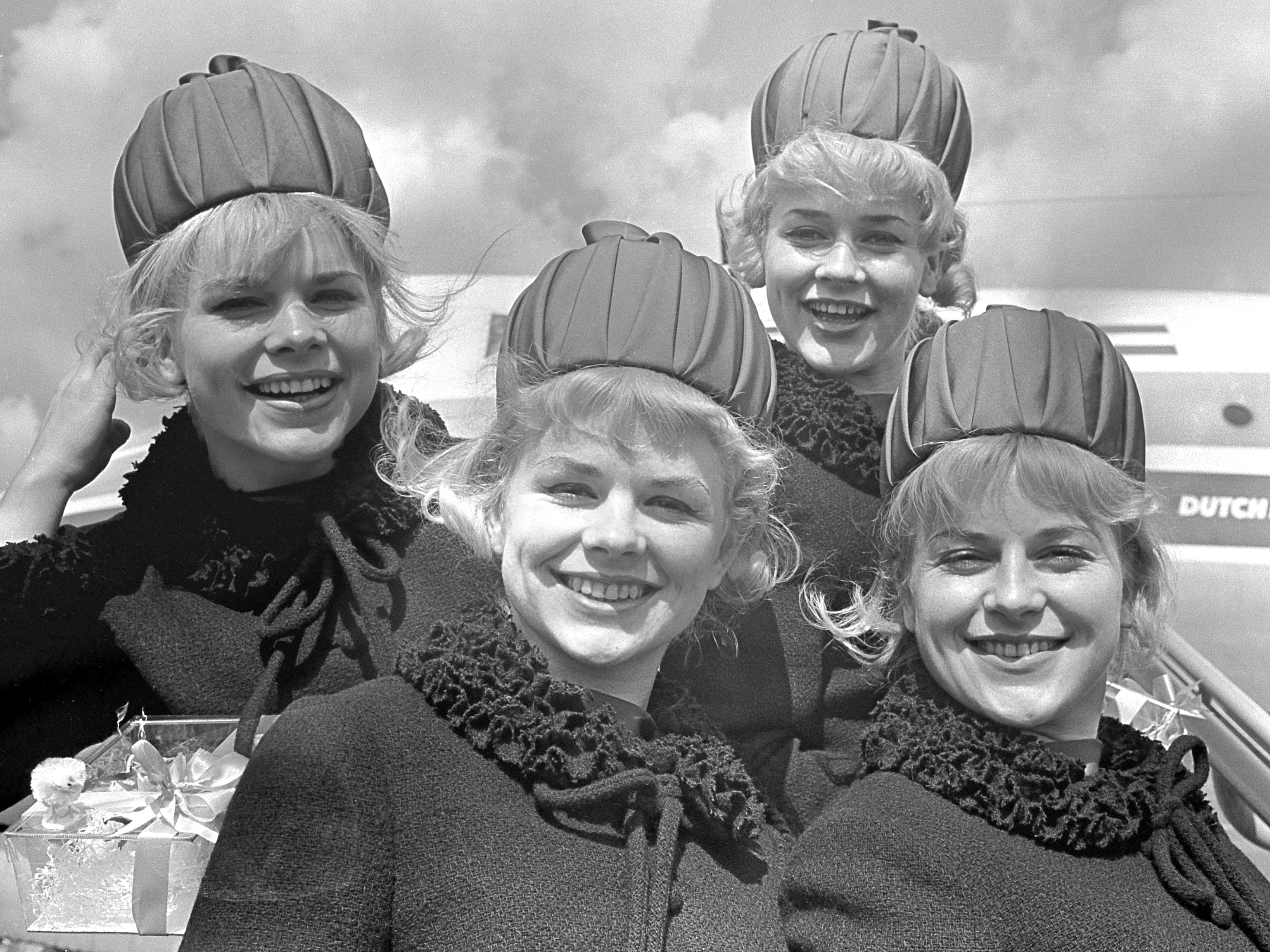
Die Jacob Sisters, 1965

Die Jacob Sisters sind ein deutsches Gesangs-Ensemble in der Schlagermusik und waren die erste Girlgroup der deutschsprachigen Unterhaltungsmusik.
Die Schlagersängerinnengruppe war ursprünglich ein Quartett mit den Geschwistern Johanna Jacob (* 14. November 1939; † 25. November 2015 in Offenbach am Main), Rosi Jacob (* 15. August 1941), Eva Jacob (* 8. Juni 1943) und Hannelore Jacob (* 14. November 1944; † 17. Mai 2008 in Neu-Isenburg). Nach Hannelore Jacobs Tod, jedoch auch gelegentlich in früheren Zeiten, trat die Gruppe als Trio auf.

## Geschichte

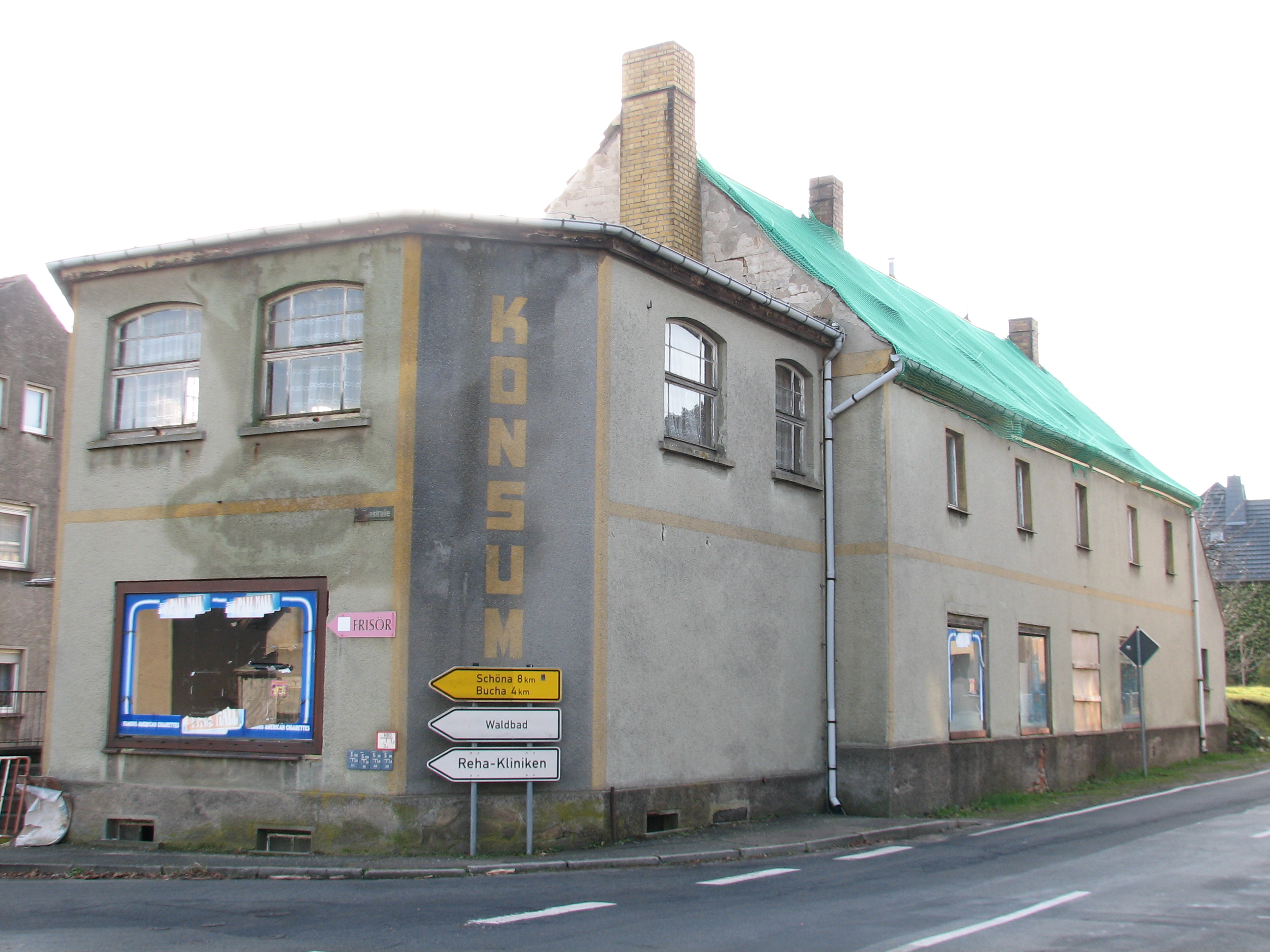
Die einstige Konsum-Verkaufsstelle in Schmannewitz (Foto vom 9. Februar 2020) war zuvor das Café Jacob, der erste Auftrittsort der Jacob Sisters in jungen Jahren als Schmannewitzer Heidelerchen

Die vier Geschwister stammen aus dem Dorf Schmannewitz, einem Ortsteil von Dahlen, an der Dahlener Heide im Freistaat Sachsen. Sie begannen in ihrer Kindheit ihre gemeinsame Karriere als die Schmannewitzer Heidelerchen im elterlichen Café Jacob in Schmannewitz. Später traten sie in und um Leipzig auf. Sie besuchten die Musikhochschule Weimar, flüchteten 1958 in die Bundesrepublik und setzten ihr Studium in Frankfurt am Main fort.
Am 26. Juli 1957 aus Anlass des 10-jährigen Bestehen der Musikindustrie in der „Stogahalle“ in Nauheim, traten sie für die Radiosendung Frankfurter Wecker zum ersten Mal auf.
In der Bundesrepublik verschaffte ihnen Lia Wöhr einen Auftritt in der Fernsehsendung Zum Blauen Bock. 1963 hatten sie ihren größten Erfolg in Deutschland mit dem Gartenzwerg-Marsch („Adelbert, Adelbert, schenk mir einen Gartenzwerg …“´,) einer Coverversion des Billy-Sanders-Titels, der in seinem Marsch ursprünglich eine Adelheid besang. Damals nannten sie sich noch die Geschwister Jacob. 1966 nahmen sie an den Deutschen Schlager-Festspielen teil. Ihr Titel So ist ein Boy kam auf Platz 8.  1968 nahmen sie die Parodie Wärst du Dussel doch im Dorf geblieben auf. Im selben Jahr kam die Filmkomödie Quartett im Bett in die Kinos, in dem die Jacob-Sisters das glamouröse Kontrastprogramm zu den Gammlern von der Gruppe Insterburg & Co verkörperten. 1969 kam ihr Lied Auf dem Wege nach Aschaffenburg bei dem Deutschen Schlager-Wettbewerb 1969 auf Platz 10.

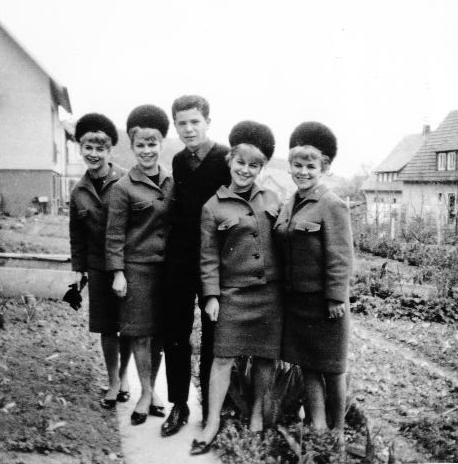
Die Jacob Sisters Mitte der 1960er Jahre

Ihre größten internationalen Erfolge hatten sie mit Auftritten in Las Vegas und New York in den 1960er Jahren, wo sie mit Louis Armstrong, Sammy Davis Jr. und Duke Ellington auftraten. Seither nannten sie sich Jacob Sisters. Seit 1960 wurden sie bei ihren Auftritten von weißen Pudeln begleitet, die zu ihrem Markenzeichen wurden.
Ende der 1990er, Anfang der 2000er Jahre traten sie mehrmals als Stargäste im Theater Madame Lothár in Bremen auf, wo sie zudem im Juni 2002 an einer Galashow anlässlich des zehnjährigen Theaterjubiläums teilnahmen.
Im Unterhaltungsprogramm des Fernsehens und des Hörfunks hatten sie öfter Engagements, insbesondere in Volksmusiksendungen wie zum Beispiel in den TV-Sendereihen Feste der Volksmusik (ARD), Lieder sind die besten Freunde (Bayerischer Rundfunk) und Musikantenstadl (Gemeinschaftsproduktion ORF, ARD und SF); aber auch in vielen Einzelsendungen, Gala- und Silvestershows, so zum Beispiel in Comedy-Sendungen wie Schmidteinander und in Talkshows wie Sellemols: Die Jacob-Sisters im SR im Mai 2007.
In der Nacht zum 17. Mai 2008 starb Hannelore Jacob an Herzversagen infolge einer Lungenentzündung. Die Beerdigung fand auf dem Waldfriedhof Buchenbusch in Neu-Isenburg statt.

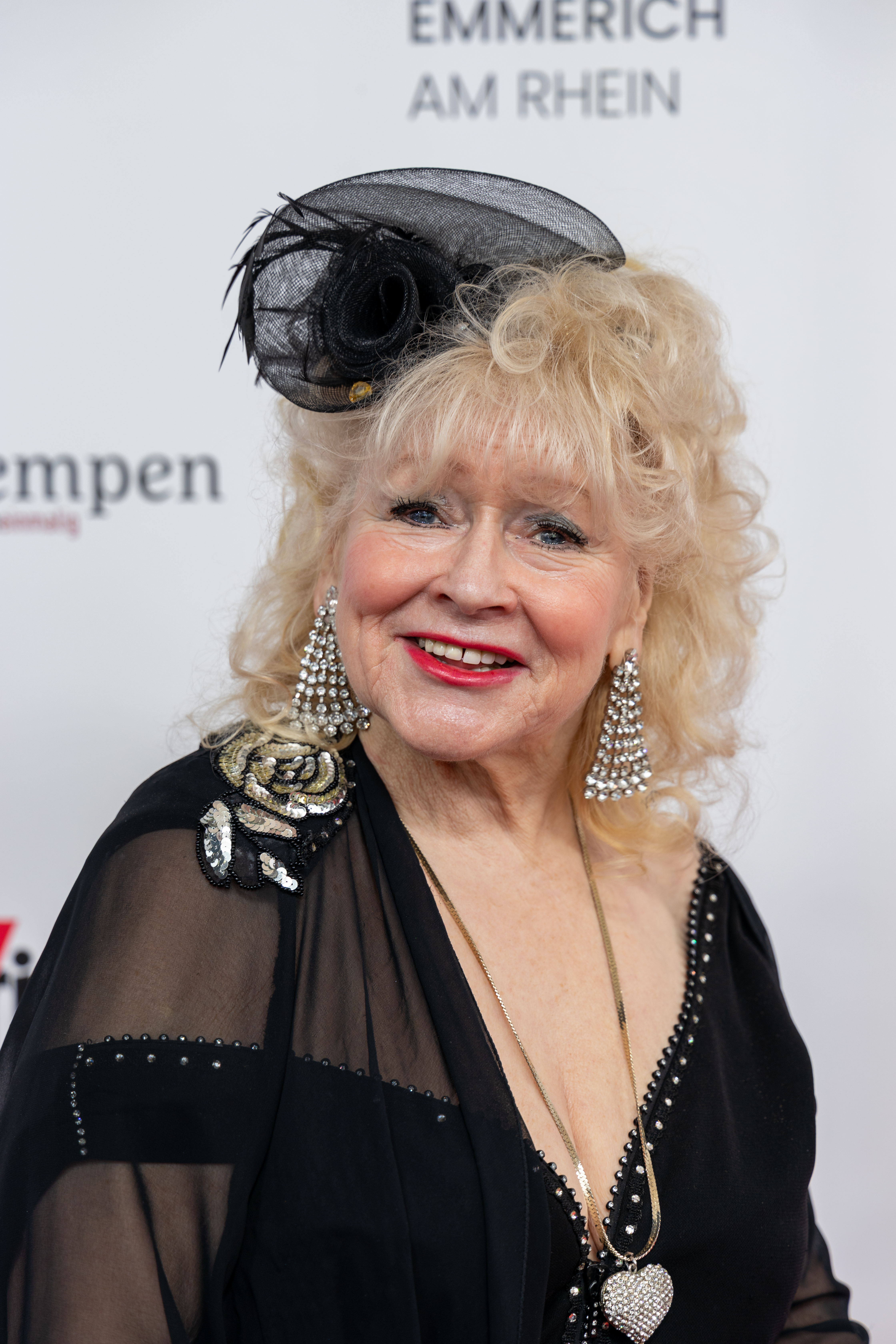
Eva Jacob (2023)

Vom 14. bis zum 23. Januar 2011 nahm Eva Jacob an der 5. Staffel von der RTL-Show Ich bin ein Star – Holt mich hier raus! teil. Sie musste das Dschungelcamp nach dem Zuschauervotum vom 22. Januar verlassen.
Johanna Jacob starb am 25. November 2015 im Sana Klinikum Offenbach an den Folgen eines Schlaganfalls. Sie wurde neben ihrer Schwester Hannelore auf dem Waldfriedhof Buchenbusch beigesetzt.

## Diskografie

### Singles
- 1964 – Träume der Liebe / So einen Boy (CBS 1459) (als Geschwister Jacob)
- 1965 – Ein Cowboy, der braucht Liebe / Liebe muß kein Märchen sein (CBS 1706)
- 1965 – Was hab’ ich dir getan / Tut mir leid Jonny Boy (CBS 1850) (als Jacob Sisters)
- 1965 – Am blauen See, im grünen Tal / Vier verliebte Mädchen (CBS 1908)
- 1966 – Gartenzwergmarsch / Ahoi Ohe (NL) (CBS 1.971)
- 1966 – Gartenzwerg-Marsch / Vier verliebte Mädchen (GER) (CBS S 2106) (als Geschwister Jacob)
- 1966 – Wenn die Musik erklingt / Junge Liebe rostet nicht (CBS 2137)
- 1966 – So ist ein Boy / Stop, Stop, Stop My Darling (CBS 2215)
- 1967 – Wir hab’n zu Haus’ kein Swimming-Pool / Weil wir so musikalisch sind (CBS 2373)
- 1967 – Happy Hongkong / Sonne und Regen (CBS 2758)
- 1967 – In jedem Manne steckt ein Kind / Drei Farben der Liebe (CBS 2882)
- 1967 – Die alte Eisenbahn / Rennsteig-Lied (CBS 2906)
- 1968 – La-La-La / Ein Happy-End in Dixieland (CBS 3422)
- 1968 – Mit dem Pfeil und Bogen / Das glücklichste Mädchen der Welt (CBS 3530)
- 1968 – Wärst Du Dussel doch im Dorf geblieben / La-La-La (CBS 3539) (als Schmannewitzer Heidelerchen)
- 1969 – Klatsch, Klatsch, Schenkelchen – Opa wünscht sich Enkelchen! (Zappel-Schwappel) / Gilbert (O, du bist so wunderbar) (CBS 3663) (mit Insterburg & Co.)
- 1969 – Gartenzwerg EP (CBS 3795)
- 1969 – So schnell geht die Liebe vorbei / Jacob-Sisters-Song (CBS 3976)
- 1969 – Auf dem Wege nach Aschaffenburg / Pudel-Song (CBS 4249)
- 1970 – Halli Hallo / Kleines Haus auf dem Lande (Vogue DV 11122)
- 1976 – Mein geliebter Johannes / Mein blondes Turteltäubchen (m records 16 658 AT)
- 1977 – Oddo ist der Größte / Yes Sir, I Can Boogie (Ariola 11 617 AT)
- 1977 – Ticke, Ticke, Tacke… jeder hat ’ne Macke / Kille, kille hier, kille, kille da (Ariola 17 661 AT)
- 1980 – Sing, mei Sachse, sing / Lieber vollschlank sein (Ariola 101 822-100)
- 1982 – Die Ballade von der Pellkartoffel und dem Hering / Gartenzwerg-Marsch (CBS A 2754)
- 1982 – Ein bißchen Licht, ein bißchen Luft, ein bißchen Sonnenschein
- 1983 – Die Techterchen vom Erich / Nu sach’n Se Frau Meier (Blow Up INT 110.534)
- 1984 – Heut’ regiert der Fußball / Hausfrauen-Rock (Arminia SRI 45257)
- 1987 – Ich fahre mit Dir nach Jamaica / Schöne Mädchen komm’n aus Sachsen (MSE 4105-06)
- 1992 – Heidi (EMI Electrola)
- 1995 – Mollige Frauen sind sexy, CD-Single
- 2000 – Männer, Männer, Männer, 12″-Maxi-Single (ZYX Music BIG 5108-12)
- 2004 – Was kann ich denn dafür? (Something Stupid) – Die Jacob Sisters & André Holst (ZYX Music 9796-8)
- 2005 – Moshammer lebt!, CD-Single (Keep Your Head Records 675810 2)
- 2010 – Es könnte gar nicht schöner sein (Rare Bird Records)

### Langspielplatten
- 1965 – 4 Mädchen aus Germany (CBS S 62 516 / S 52 640) (als Geschwister Jacob)
- 1965 – Träume der Liebe (NL) (CBS P 62 516)
- 1967 – Aus der Jugendzeit – A Go Go (CBS SS 63 483) (als Geschwister Jacob)
- 1968 – Quartett im Bett, Filmmusik (CBS S 63 448) (mit Insterburg & Co.)
- 1969 – Sing, Sing, Sing (CBS S 63 539)
- 1970 – Ihre großen Erfolge (CBS S 52 759)
- 1984 – Herzlichst Ihre Jacob Sisters (Arminia SRI 5056)

## Filme
- 1965: Dr. Murkes gesammelte Nachrufe, als Fernseh-Sängerinnen, Regie: Rolf Hädrich
- 1968: Quartett im Bett, Regie: Ulrich Schamoni
- 2008: Polly Adler (Fernsehserie, Gastauftritt)